# Ephippiandra madagascariensis
Ephippiandra madagascariensis là một loài thực vật có hoa trong họ Monimiaceae. Loài này được (Danguy) Lorence miêu tả khoa học đầu tiên năm 1985.